# Longford, Telford and Wrekin
Longford är en by i civil parish Church Aston, i distriktet Telford and Wrekin, i grevskapet Shropshire, i England. Byn är belägen 2 km från Newport. Longford var en civil parish fram till 1988 när blev den en del av Church Aston. Civil parish hade 102 invånare år 1961. Byn nämndes i Domedagsboken (Domesday Book) år 1086, och kallades då Langeford.